# Kilmore
Kilmore – miasto w Australii, w stanie Wiktoria.